# Monica Seles
Monica Seles (ungerska: Szeles Mónika), född 2 december 1973 i Novi Sad,  Jugoslavien, är en serbisk-amerikansk före detta tennisspelare med ungerskt påbrå. Vänsterhänt med dubbelfattning både på fore- och backhand.
Seles har vunnit 53 WTA-titlar (9 av dem Grand Slam-titlar) i tennis och varit rankad etta i världen vid flera tillfällen. Hon representerade Jugoslavien 1991 i Hopman Cup som hon var med och vann.
Den 30 april 1993 rusade ett fanatiskt fan till Steffi Graf in på plan och knivhögg Seles i ryggen under en paus i en match i Tyskland. Seles föll ihop blödande och fördes till sjukhus. Mannen förklarade senare att han ville att hans idol Steffi Graf skulle bli världsetta igen. Monica Seles fick göra ett långt uppehåll ifrån tennisen och hon var inte lika framgångsrik efter attacken.
2009 började Seles umgås med den amerikanska miljardären Tom Golisano, och de blev partners 2011. De gifte sig tre år senare.

## Grand Slam-finaler, singel (13)
| Resultat | År   | Mästerskap            | Finalmotståndare        | Setsiffror         |
| -------- | ---- | --------------------- | ----------------------- | ------------------ |
| Vinst    | 1990 | Franska öppna         | Steffi Graf             | 7-6(8-6), 6-4      |
| Vinst    | 1991 | Australiska öppna     | Jana Novotná            | 5-7, 6-3, 6-1      |
| Vinst    | 1991 | Franska öppna (2)     | Arantxa Sánchez Vicario | 6-3, 6-4           |
| Vinst    | 1991 | US Open               | Martina Navratilova     | 7-6(7-1), 6-1      |
| Vinst    | 1992 | Australiska öppna (2) | Mary Joe Fernández      | 6-2, 6-3           |
| Vinst    | 1992 | Franska öppna (3)     | Steffi Graf             | 6-2, 3-6, 10-8     |
| Förlust  | 1992 | Wimbledon             | Steffi Graf             | 6-2, 6-1           |
| Vinst    | 1992 | US Open (2)           | Arantxa Sánchez Vicario | 6-3, 6-3           |
| Vinst    | 1993 | Australiska öppna (3) | Steffi Graf             | 4-6, 6-3, 6-2      |
| Förlust  | 1995 | US Open               | Steffi Graf             | 7-6(6-8), 0-6, 6-3 |
| Vinst    | 1996 | Australiska öppna (4) | Anke Huber              | 6-4, 6-1           |
| Förlust  | 1996 | US Open               | Steffi Graf             | 7-5, 6-4           |
| Förlust  | 1998 | Franska öppna         | Arantxa Sánchez Vicario | 7-6(5-7), 0-6, 6-2 |